# Loxahatchee Groves
Loxahatchee Groves es un pueblo ubicado en el condado de Palm Beach en el estado estadounidense de Florida. En el Censo de 2010 tenía una población de 3.180 habitantes y una densidad poblacional de 98,65 personas por km².

## Geografía
Loxahatchee Groves se encuentra ubicado en las coordenadas 26°42′39″N 80°16′32″O / 26.71083, -80.27556. Según la Oficina del Censo de los Estados Unidos, Loxahatchee Groves tiene una superficie total de 32,23 km², de la cual 32,13 km² corresponden a tierra firme y (0.33%) 0,11 km² es agua.

## Demografía
Según el censo de 2010, había 3.180 personas residiendo en Loxahatchee Groves. La densidad de población era de 98,65 hab./km². De los 3.180 habitantes, Loxahatchee Groves estaba compuesto por el 87.2% blancos, el 3.3% eran afroamericanos, el 1.45% eran amerindios, el 1.64% eran asiáticos, el 0.03% eran isleños del Pacífico, el 3.96% eran de otras razas y el 2.42% pertenecían a dos o más razas. Del total de la población el 18.68% eran hispanos o latinos de cualquier raza.